# Benoit Konongo
Benoit Konongo és un famós escultor congolès, autor de busts i estàtues acadèmiques característiques de l'escola Muta Mayola.
Benoit Konongo nascut l'any 1919 al poble de Kisoundi i mort l'any 2007 a Brazzaville, el seu oncle Muta Mayola va conèixer l'escultura tradicional de Téké, alhora que el seu cosí Grégoire Massengo. A partir de 1940 va començar a exposar a Brazzaville amb el seu cosí Massengo. L'any 1943 l'arquitecte Roger Errel el va admetre a Arts Aplicades. A partir de 1945 Konongo va obtenir ordres del poder colonial i del clergat, incloses les estàtues que adornen la basílica de Sainte-Anne du Congo.

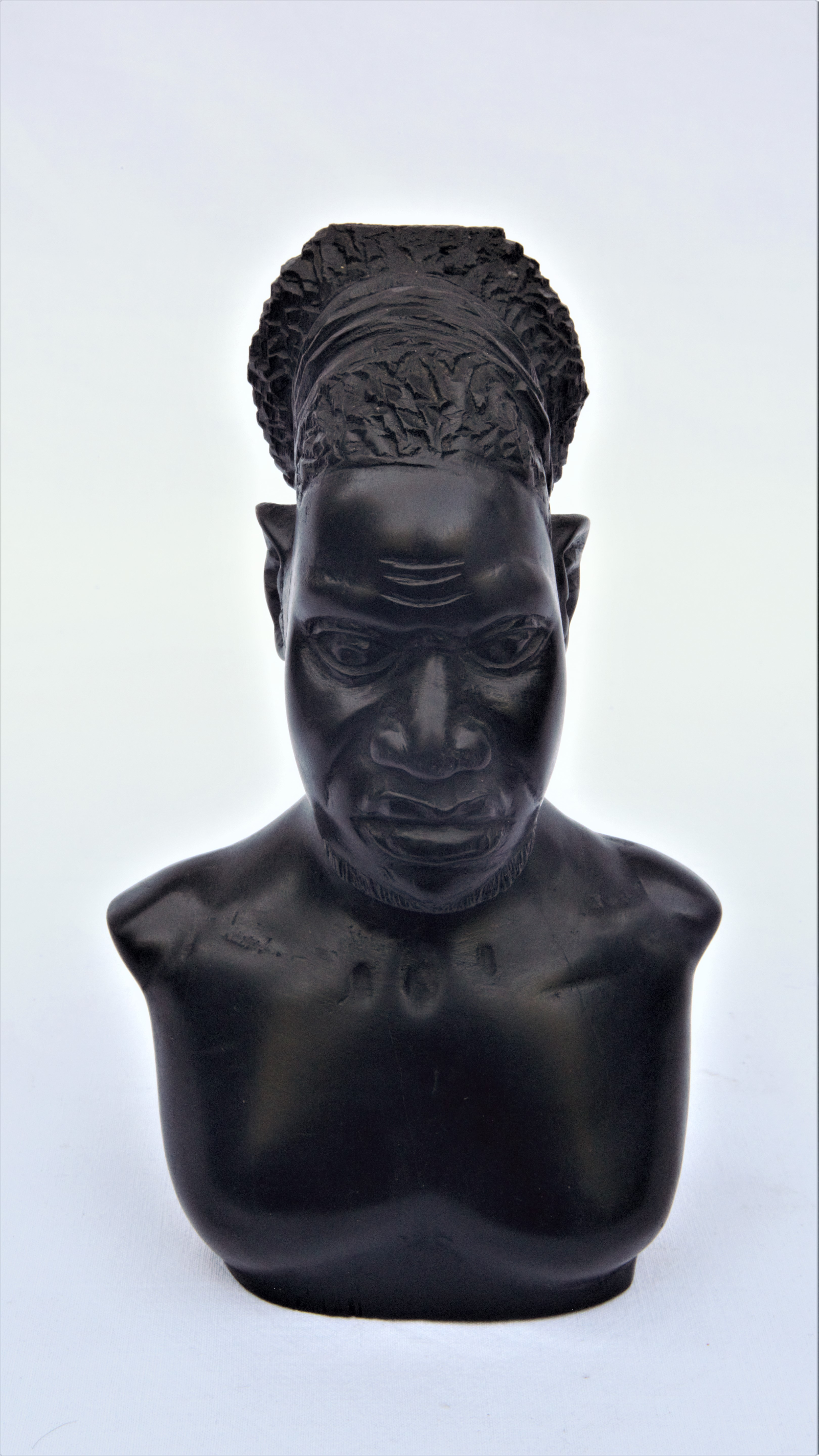
Bust d'home de banús signat Benoit Konongo